# Îles Haswell
Les îles Haswell sont un archipel d'îles rocheuses faisant face au Mabus Point (en), en Antarctique.

## Histoire
Il a été découvert par l'expédition antarctique australasienne (1911-1914) de Douglas Mawson.
L'archipel porte depuis 1955 le nom de l'île principale, l'île Haswell. Cette dernière est connue pour son importante rookerie de manchots empereur. Les deux autres îles sont l'île Tokarev et l'île Vkhodnoy.